# Pauline Jewett
Pauline Jewett, née le 11 décembre 1922 à Saint Catharines en Ontario et morte le 5 juillet 1992, était une femme politique canadienne. Elle a été députée à la Chambre des communes du Canada.

## Biographie
Pauline Jewett est née le 11 décembre 1922 à Saint Catharines en Ontario. Elle a été diplômée d'un baccalauréat universitaire ès lettres et d'une maîtrise universitaire ès lettres de l'Université Queen's de Kingston en Ontario et d'un doctorat en science politique de l'université Harvard de Cambridge au Massachusetts en 1949. Par la suite, elle enseigna à l'Université Carleton d'Ottawa en Ontario en science politique. Elle fut directrice de l'Institut des études canadiennes.

### Carrière politique
Lors des élections fédérales canadiennes de 1962, elle se présenta en tant que candidate avec le Parti libéral du Canada pour la circonscription de Northumberland en Ontario, mais elle fut défaite par le candidat progressiste-conservateur Harry Oliver Bradley. L'année suivante, lors des élections fédérales canadiennes de 1963, elle se présenta à nouveau et remporte face à Harry Oliver Bradley. Cependant, lors des élections fédérales canadiennes de 1965, elle fut défaite par un autre candidat progressiste-conservateur, George Hees.
Après que le premier ministre du Canada Pierre Elliott Trudeau eut invoqué la Loi sur les mesures de guerre lors de la crise d'Octobre en 1970, elle quitta le Parti libéral pour rejoindre le Nouveau Parti démocratique (NPD). Elle se présenta en tant que candidate pour le NPD lors des élections fédérales canadiennes de 1972 pour la circonscription d'Ottawa-Ouest en Ontario, mais elle termina troisième.
En 1974, elle déménagea en Colombie-Britannique et devint la présidente de l'Université Simon Fraser. Elle est la première femme à occuper la position de président d'une université co-éducationnelle canadienne.
Lors des élections fédérales canadiennes de 1979, elle fut élue pour représenter la circonscription de New Westminster—Coquitlam à la Chambre des communes du Canada. Elle fut réélue en 1980 et en 1984.
En 1990, elle devint la chancelière de l'Université Carleton. En 1991, elle fut nommée officier de l'Ordre du Canada. L'année suivante, elle fut nommée au Conseil privé de la Reine pour le Canada.
Elle meurt des suites d'un cancer le 5 juillet 1992 à l'âge de 69 ans. En son honneur, la même année, l'Université Carleton donne son nom à son Institute of Womens Studies en le renommant Pauline Jewett Institute of Womens Studies.